# Fl 265 (航空機)
フレットナー Fl 265
フレットナー Fl 265（模型）
- 用途：実験ヘリコプター
- 設計者：アントン・フレットナー
- 製造者：フレットナー
- 運用者： ドイツ国（ドイツ空軍）
- 初飛行：1939年
- 生産数：6機

フレットナー Fl 265（Flettner Fl 265）は、第二次世界大戦時のドイツでアントン・フレットナーにより設計された実験ヘリコプターである。

## 概要
このヘリコプターは、ドイツ海軍の支援を受けて1938年に開発された。Fl 185と対照的にFl 265は交差反転式ローターを採用した先駆的機体であり、交差する2つの直径12 mのローターを持っていた。動力源は160馬力 (120 kW)を発生するBMW・ブラモ Sh 14A 星型エンジンを装備していた。
6機のヘリコプターが製造されたが、フレットナー Fl 282の方が好まれたため量産はされなかった。

## 運用
ドイツ国
- ドイツ空軍

## 要目
（Fl 265）The Illustrated Encyclopedia of Aircraft (Part Work 1982-1985), 1985, Orbis Publishing, Page 1820より
- 乗員：1名
- 全長：
- 全幅：
- 全高：
- 主ローター直径：2 × 12.30 m (40 ft 4¼ in)
- 主ローター回転面積：237.65 m² (2558 ft²)
- 空虚重量：800 kg (1764 lb)
- 全備重量：1,000 kg (2,205 lb)
- 最大離陸重量：
- エンジン：1 × ブラモ Sh 14A 空冷星型エンジン、119 kW (160 hp)
- 最高速度：160 km/h (99 mph)
- 巡航速度：
- 航続距離：
- 巡航高度：
- 上昇率：